# GAU-12 Equalizer
GAU-12 Equalizer är en amerikansk automatkanon i kaliber 25 mm med fem eldrör som fungerar enligt Gatlings princip. Vapnet används i flygplanen AV-8B Harrier II och AC-130U Spooky II samt luftvärnsfordonet LAV-AD.

## Utveckling
GAU-12 utvecklades i slutet av 1970-talet för att få ett vapen som hade ungefär samma storlek och vikt som GAU-4 Vulcan och samtidigt hade längre räckvidd och avsevärt bättre verkan mot pansrade mål. Lösningen blev att utgå från GAU-8 Avenger och skala ner den. Den skulle kunna drivas antingen av en hydraulmotor eller av en rammluftturbin.

## Användning
I luftstrid erbjöd GAU-12 inga nämnvärda fördelar framför GAU-4 Vulcan, men för anfall mot markmål var den idealisk. Därför blev de första applikationerna som beväpning på markunderstödsflygplanet AC-130U Spooky II och attackflygplanet AV-8B Harrier II. I AC-130U fick den rakt av ersätta två stycken Vulcans som främre sidobeväpning medan 40 mm automatkanonen och 105 mm haubitsen längre akterut behölls. Harrier hade tidigare dubbla vapenkapslar med var sin 30 mm ADEN. För att inte behöva bygga om Harrier-flygplanen konstruerades en kompatibel lösning med två kapslar där den vänstra innehöll en GAU-12 och den högra ett magasin med 300 patroner.
I mitten av 1980-talet började USA:s marinkår att undersöka möjligheterna att förse sina luftvärnsbataljoner med mer rörliga och bättre skyddade system än MIM-23 HAWK och FIM-92 Stinger. Ett av de fordon som utvärderades och även anskaffades var LAV-AD. LAV-AD är baserad på LAV-25 och försedd med ett Blazer-torn utvecklat av General Dynamics och franska Deagel. Beväpningen består av åtta stycken Stinger-robotar kompletterad med en GAU-12.
GAU-12 är även huvudbeväpningen i lätta attackflygplanet Ares designat av Burt Rutan och tillverkat av Scaled Composites.